# 신안 상인
신안 상인은 중국의 유명한 상인 집단이다. 일반적으로 휘상(徽商)이라는 용어가 더 많이 사용되며, 휘상인이라고 통칭한다. 신안강을 따라 활동함으로써 신안(新安) 상인이라고도 한다. 명대 휘주부는 서, 휴녕, 무원, 기문, 적계 등 여섯 개 현으로 이루어졌다. 이곳은 절강성과 강소성의 경계 지역으로 주변에 산이 많고 토지가 적어 식량이 부족하였다. 다만 이 지역을 관통하는 신안강(新案江)이 항주까지 연결되고 주변에 작은 지류들이 많아 수상교통에 유리했다. 따라서 일찍부터 이 지역 사람들은 해상교통을 따라 부족한 식량은 인근 강소성에 의지하고 이곳에서 많이 나는 목재, 칠기, 차와 뛰어난 손기술이 돋보이는 문방사구류를 내다 팔아서 장강 하류지역의 시장에서 많은 활약을 했다. 이 지역 인구 중 “농부가 셋이면 장사하는 사람이 일곱”일 정도로 많은 사람이 외지에 나가 있는 경우가 많아 만력연간에는 장강 유역에 “휘상이 없는 도시가 없다”는 말이 회자될 정도였다. 초기에는 주로 식량과 지역 생산물에 의지했으나 점차 범위를 확대하여 소금과 면포, 비단, 차, 그리고 경덕진의 자기까지 거의 모든 사업에 뛰어들었다. 특히 장강 중상류지역에서 생산되는 곡식, 목재, 약재, 그리고 화북과 동북의 면화, 콩 등을 취급하여 남북 상로와 동서 상로를 장악하고 진․현․주․부와 대도시를 연결하는 유통망을 확보했다.

## 참조
- 박원호, 「명청시대 휘주의 시진과 종족」, 명청사학회, 2000